# Museo di Ca' Martì
Il Museo di Ca' Martì è un museo etnografico di Carenno collocato in un edificio del centro storico del paese, Ca' Martì. Il museo viene inaugurato nel 2008 insieme al percorso "La Valle dei muratori" e conserva oggetti, documenti e immagini che raccontano la vita, il lavoro e il sapere tecnico dei muratori di Carenno e della Valle San Martino.

## Origine del nome
Il nome "Ca' Martì" significa "casa" o "stanza di Martino". Nella tradizione della Valle San Martino, ad una abitazione o edificio veniva accostato in genere il nome della famiglia che vi abitava.
L'edificio, che oggi ospita il museo, ha avuto varie destinazioni d’uso nel corso della sua storia: sorto probabilmente come casa privata ai margini del nucleo medievale, è stato sede del municipio e della scuola elementare nei prime decenni del Novecento, poi abitazione, bottega e, infine, magazzino.
L’originaria struttura quattrocentesca è stata, quindi, sottoposta a ripetuti interventi edilizi con le relative modificazioni e trasformazioni che hanno portato l’edificio a presentarsi, oggi, come un caso di studio sull’evoluzione delle tecniche edilizie e dei materiali utilizzati nel corso dei secoli a Carenno e nella Valle San Martino.

## Descrizione

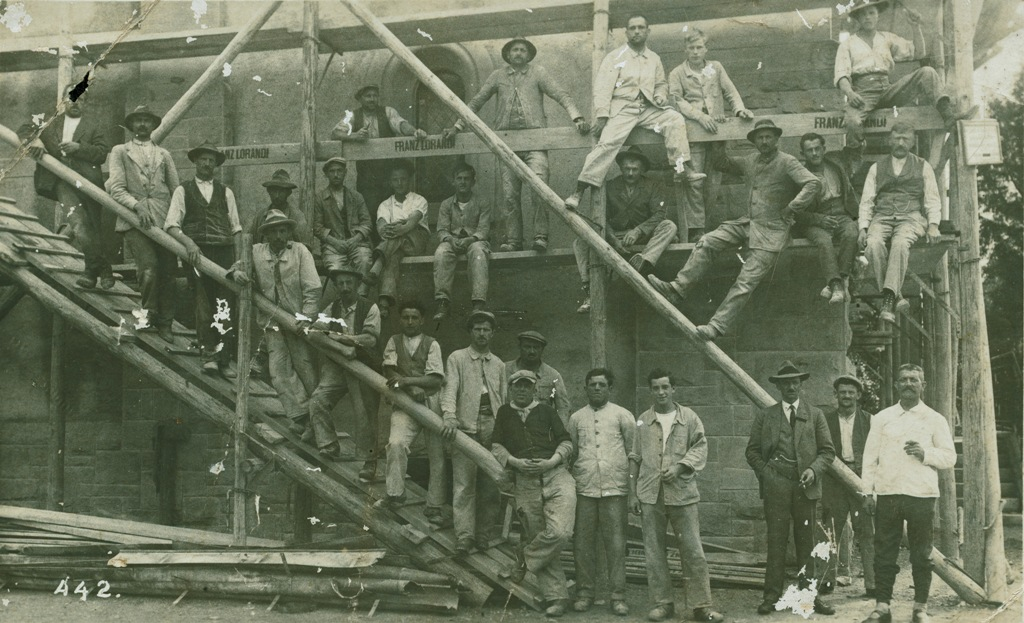
Muratori, alcuni carennesi, in Svizzera, primo Novecento.

Il Museo  Ca' Martì vuole rappresentare  un momento vivo per la ricerca e la conoscenza della cultura di una comunità per secoli legata all’attività dei muratori e ha come interesse principale quello di cogliere i vari aspetti della vita sociale di essa come, ad esempio, la stagionalità dei periodi migratori dei muratori e le attività che le mogli dovevano assolvere in loro assenza. Si presenta, dunque, come un museo etnografico che ha il compito di raccogliere, conservare e valorizzare le testimonianze demo – etno – antropologiche del territorio carennese e  della Valle San Martino.
La sua finalità principale è, quindi, raccogliere, ordinare e studiare i materiali che si riferiscono alla storia, all’economia, al dialetto e alla salvaguardia della comunità e delle sue tracce nel territorio, nonché promuovere e pubblicare studi e ricerche a carattere demo – antropologico, legate in special modo all’esperienza materiale.

## Esposizione

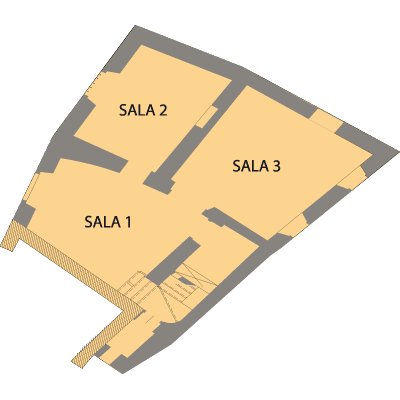
Pianta del piano terreno

### Piano terra
Sala 1: Accoglienza: Il Museo si presenta.
Qui il visitatore trova notizie sulla missione del Museo, la localizzazione, i partners e quanti ne hanno permesso la realizzazione. La sala suggerisce anche un primo incontro con i protagonisti: da una grande immagine di cantiere del primo '900 posta alla parete di fondo, i muratori incrociano lo sguardo di chi entra .
Sala 2: Da Cà Martì al Museo
L'allestimento illustra il percorso che ha portato alla realizzazione del Museo, con uno sguardo al passato dell'edificio: sia alla sua storia stratigrafica e alle precedenti destinazioni, sia alle fasi principali dell'intervento di recupero e restauro.
Sala 3: Le risorse del territorio per l'edilizia tradizionale.
La sala è dedicata alle materie prime, storicamente reperibili in loco: dai diversi tipi di legname alle varietà di rocce, ghiaie, sabbie, tra cui il caratteristico spolverino', argille.

### Primo piano
Al piano superiore la sede museale si offre di per sé, anche dal punto di vista fisico e costruttivo, come interessante documentazione: per il recupero dei tre ambienti che si aprono oltre la scala interna in pietra, ci si è avvalsi, infatti, dove possibile, di materiali e tecniche della tradizione locale. Artigiani del paese hanno riproposto, nella porzione di edificio più antica, una pavimentazione in battuto di calce trattato a tannino, e la posa di pianelle in cotto negli altri ambienti. E stato completato il soffitto del vano scala in castagno e noce, legnami tipici del territorio, e ricostruita la porzione distrutta dell'arco del sec. XV in pietra calcarea e tufo.
Con i tecnici si è proceduto al restauro conservativo di alcune sezioni di intonaco quattrocentesco e sono venuti alla luce interessanti resti di affresco con emblema di San Bernardino (seconda metà sec. XV).

## Itinerario della Valle dei muratori

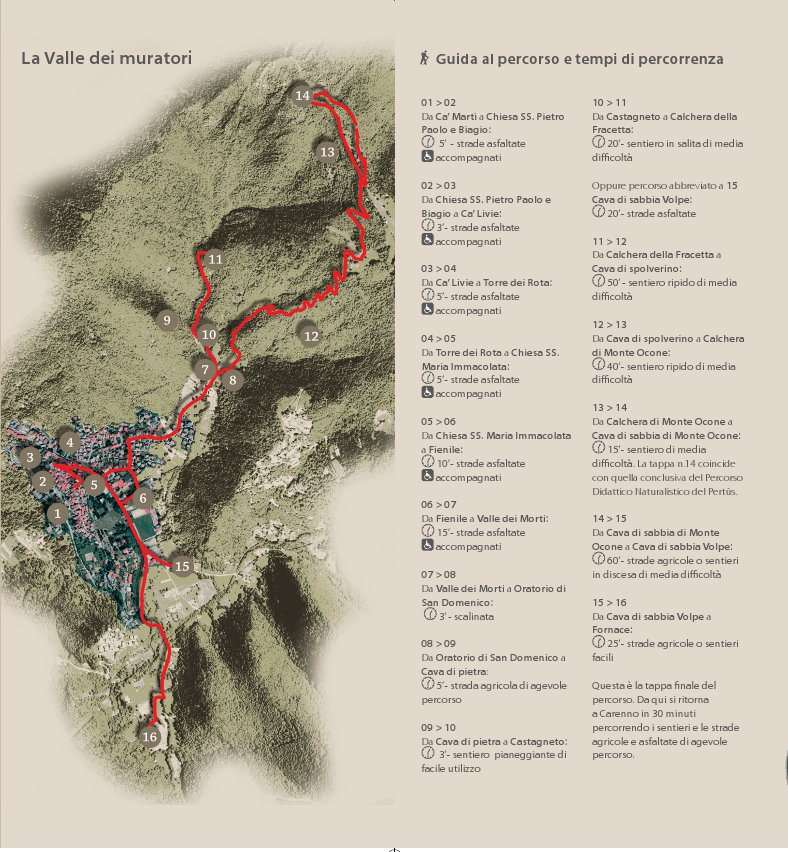
L’itinerario e le tappe della Valle dei muratori

La Valle dei muratori è un percorso che, partendo dalla sede museale di Ca' Martì, conduce a rintracciare e conoscere luoghi e segni legati al lavoro dei muratori nel territorio di Carenno, avendo come orizzonte l'intera Valle San Martino. Il percorso individua 16 tappe significative che toccano edifici o nuclei di particolare interesse del centro abitato e, nell'ambiente naturale circostante, alcuni tra i luoghi che fornivano le risorse per l'attività edilizia. Ad ogni tappa il visitatore trova un pannello illustrativo del sito.

### 01 -Ca’ Martì
Ca’ Martì diviene nel 2008 sede del Museo dei muratori, nasce per documentare il lavoro, la vita e la storia dei muratori di Carenno e della Valle San Martino tra Ottocento e Novecento.  L’edificio è stato realizzato in più fasi, tra il secolo XV e il XIX, e ha subito diverse trasformazioni grazie a tecnici, specialisti, muratori e artigiani volontari del luogo.

### 02 - Chiesa SS. Pietro Paolo e Biagio
Le origini della cosiddetta Chiesa Vecchia potrebbero risalire all’età romanica. L’attuale impianto costruttivo è il risultato degli ampliamenti realizzati tra Seicento e Settecento.  Oggi la chiesa internamente presenta un aspetto neoclassico, ad unica navata, divisa in quattro campate con volte a vela. La lavorazione del tetto, con elementi lignei perfettamente incastrati tra loro senza l’utilizzo di chiodi, testimonia la maestria degli artigiani dell’epoca.  Sulla facciata sono presenti due nicchie laterali, nelle quali sono dipinti i Santi Pietro e Paolo.

### 03 -Ca' Livie
Ca’ Livie è il risultato dell'ampliamento di una dimora settecentesca, realizzata in pietra locale. che mantiene tecniche e materiali originari. Il nuovo prospetto, invece, ospita loggiati, ballatoi e un sistema di scale in legno sovrapposte. Materie prime e tecniche di lavorazione sono proprie della tradizione del territorio: dalle pietre delle diverse cave al legname di castagno selvatico e malte a base di sola calce.   Edifici di simile impostazione esistevano un tempo alla periferia del nucleo antico di Carenno, ma questo è uno dei rari esempi rimasti di fabbricati di simile impostazione in questa parte della Valle San Martino.

### 04 - Torre dei Rota
Dalla Valle Imagna la famiglia dei Rota - per secoli il casato più importante di Carenno - si insediò nella Valle San Martino già dal XII secolo. La realizzazione della cosiddetta Torre dei Rota viene tradizionalmente attribuita al capitano di ventura della Repubblica veneta Tuzzano Rota (1349?-1429) ma in realtà le caratteristiche architettoniche la fanno risalire al XIlI secolo come parte di una più estesa struttura fortificata duecentesca Secondo i documenti, nel 1431 Rota Agostino fece erigere un castello con torre probabilmente in luogo di quella andata distrutta edificata da Tuzzano. Nel corso dei secoli la torre è stata integrata nel tessuto urbano. Oggi l'edificio è adibito ad abitazione privata, presenta una pianta quadrata e si innalza per cinque piani. 

### 05 - Chiesa SS. Maria Immacolata
Costituisce la nuova Chiesa Parrocchiale edificata nel 1908 a seguito dell’iniziativa di don Nicola Balestra; il terreno per l’edificazione venne in parte acquistato e in parte donato. L’opera rappresenta il frutto del lavoro gratuito delle donne e degli uomini carennesi. Il progettista della chiesa fu l’ingegnere bergamasco Luigi Angelini e il direttore dei lavori il capomastro del paese Rocco Rossetti. Il livellamento del terreno e la posa delle fondamenta si svolsero in quattro anni. Nel 1914 furono ultimati il tetto, la volta, la facciata e il cornicione. Sospeso per la Grande Guerra, il cantiere ripartì nel 1922. La Chiesa Nuova - come viene chiamata dagli abitanti del luogo - viene infine consacrata e aperta al pubblico nel 1925, mentre il campanile viene portato a termine negli anni 1928-29. Altri interventi seguiranno nel corso degli anni: nel 1937, le due cappelle a lato della scalinata; nel 1974-76, il più recente portico; al 1982 risale l’ultima modifica del sagrato del 1926. Lo stile esterno risulta, di conseguenza, eclettico, con spunti legati al passato ed altri moderni e innovativi. I materiali utilizzati nella fase dell’edificazione furono principalmente locali, ricavati da una cava aperta appositamente e da altre cave private messe a disposizione gratuitamente, anche per l’estrazione di sassi e sabbia.

### 06 - Cascinali in pietra:Fenìil
Indica una zona in cui erano collocate le principali stalle del paese, già nel 1810 chiamata nelle mappe Fenile e successivamente fienile. Il luogo, posto in zona pianeggiante, dista dal centro di Carenno circa 300 metri. Le stalle presso il paese servivano alle singole famiglie: il Fenìil costituiva una piccola concentrazione di stalle e fienili per mandrie più consistenti. Costituiscono il Fenìil sei piccoli fabbricati, uno vicino all’altro, più uno separato da un prato. Ogni unità è composta da due piani: il superiore, affacciato sulla strada (fienile) e l’inferiore a stalla. Le murature in pietra locale a spacco sono a raso oppure rivestite di intonaco rustico. Il Fenìil rimane oggi come testimonianza del faticoso mondo dei contadini della montagna.

### 07 - Valle dei morti
La Valle dei morti, così indicata nelle mappe storiche perché in essa ebbero sepoltura le vittime della peste manzoniana del XVII secolo, costituisce la settima tappa del percorso. Nel territorio di Carenno i torrenti, qui chiamati “valli”, ebbero molta importanza perché fornivano materiali inerti destinati all’edilizia. Una di queste “valli” è il torrente Serta, che scorre nella Valle dei morti.  Per i muri di sostegno e gli argini dei torrenti si utilizzavano massi di grosse dimensioni, mentre per i muretti eseguiti a secco, cioè senza malte leganti, si utilizzavano pietre di forme e dimensioni variabili. I ciottoli inferiori a 10 cm venivano utilizzati per un tipo di pavimentazione molto diffusa, chiamata rèsol o risööl. La parte più fine degli accumuli di sabbia veniva utilizzata per la realizzazione di malte, mentre la parte più grossolana per i sottofondi di aerazione delle costruzioni.

### 08 - Oratorio di San Domenico
L’Oratorio di San Domenico risale al secondo decennio del Settecento e fu eretto nel sito in cui furono raccolte le ossa delle vittime carennesi della pestilenza del 1629-30; per questo motivo l’Oratorio è conosciuto come Chiesina dei Morti. L’Oratorio fu consacrato nel 1730 e negli ultimi anni ‘90 è stato oggetto di recupero e restauro architettonico. Con una scalinata si raggiunge la chiesina che si presenta ad unica navata, divisa in due campate. Il tema dominante delle decorazioni interne è macabro ed edificante nel momento stesso: sulle pareti sono rappresentate le figure allegoriche delle Virtù Cardinali (Prudenza, Giustizia, Fortezza e Temperanza), in forma di scheletri in atteggiamenti antitetici, l’uno vizioso e l’altro virtuoso, ad ammonimento del visitatore. Incerta la datazione delle pitture e anonimo l’autore.

### 09 - Cave di pietra
Per secoli in Alta Valle San Martino le rocce estratte dalle cave locali hanno costituito la materia prima di base per le opere murarie.
Numerose erano le cave in pietra sfruttate a Carenno, identificate con il nome del proprietario o della località o dell'opera a cui erano destinate. A seconda della zona di estrazione le rocce avevano peculiarità di colore, resistenza e durezza, ben conosciute dai muratori. L'estrazione del pietrame era un'operazione faticosa e pericolosa: occorreva predisporre la cava con una pulitura per rendere accessibile la roccia e creare le piazzole di appoggio per chi scavava, si poteva poi procedere all'escavazione vera e propria. Il materiale estratto veniva utilizzato quasi esclusivamente in paese. Nelle murature la pietra veniva lasciata a vista, consentendo un risparmio di malte e intonaci. Una messa in opera è riposta al piano terra di Ca' Martì.

### 10 - Castagneto
Il bosco ha rappresentato nei secoli una risorsa economica importante per le popolazioni montane, come le pietre, la sabbia e i corsi d’acqua; per questo esso è protagonista del percorso museale della Valle dei Muratori. La parte di bosco più importante era la sèlva, cioè un castagneto coltivato e protetto, destinato a produrre castagne per l'alimentazione. Le porzioni di castagneto lasciate selvatiche, invece, fornivano materia prima per l'attività di edilizia tradizionale. Con questo tipo di legname si realizzavano soffitti, ballatoi e grandi portoni di fienili e stalle e anche i ponteggi e le scale a pioli erano fatti in legno di castagno, ma di seconda scelta o di recupero. Il taglio del bosco si effettuava nel periodo invernale, quando anche i lavoratori emigranti tornavano in paese.

### 11 - Calchera della Fracetta
La calce ha costituito per secoli il principale legante utilizzato nelle costruzioni. Veniva prodotta nelle calchere, fornaci per la trasformazione delle rocce calcaree in calce. La calchera era costruita a pianta circolare e la scelta del luogo era legata alla presenza di un pendio ed alla facilità di trasporto e di reperimento delle risorse necessarie. La calchera veniva usata una sola volta e la lavorazione avveniva solamente nei mesi invernali. Una peculiarità della tradizione edilizia locale è l’uso esclusivo della calce, impastata con acqua e sabbia, come legante per malte ed intonaci. I frammenti bianchi dei calcinaroli sono ancora riconoscibili sui muri dei vecchi nuclei.

### 12 - Cava di spolverino
Lo spolverino è una sabbia calcarea a grana fine, originato dall’alterazione e disgregazione delle rocce calcaree, ad opera di fenomeni fisici e chimici (carsismo). Lo spolverino veniva estratto in varie località della Valle San Martino e utilizzato principalmente come materiale edilizio di finitura. Nel territorio di Carenno le principali cave si trovavano sul monte Ocone, sul monte Spedone e in località Boccio. Un artigiano di Carenno, Pino Carsana, ha realizzato in spolverino, secondo la tecnica tradizionale, gli intonaci per il restauro di Cà Martì, sede del Museo dei muratori.

### 13 - Calchera di Monte Ocone
La Calchera di Monte Ocone fu realizzata a margine della principale mulattiera della zona, la Senterù Il fornello è realizzato scavando nel pendio un semicilindro rivestito di grossi sassi. Alla sommità del fornello si costruiva un anello circolare, la banchina, sulla quale era posta la volta. Le risorse utilizzate erano le rocce calcaree e la legna. La costruzione richiedeva un mese e molta manodopera sia per la fase preparatoria che di cottura. Il trasporto veniva effettuato a dorso d'uomo con gèrle o a dorso di mulo. All'inizio del 900 la calce prodotta dalla Calchera di Monte Ocone serviva per le abitazioni della zona.

### 14 - Cava di sabbia di Monte Ocone
Le cave di ghiaia (gerà) e sabbia (sàbia, sabiù) del Monte Ocone hanno rappresentato in passato un'importante fonte di approvvigionamento di materie prime per l’edilizia. In quest’area si possono osservare tre zone di scavo sfruttate in periodi successivi. L'origine delle rocce è tettonica, ovvero causata da deformazioni e spostamenti della crosta terrestre. I depositi di ghiaia e sabbia si trovavano nel mezzo di due pareti di roccia e l’estrazione era molto laboriosa e faticosa, in quanto il materiale si trovava in profondità all’interno delle fratture della roccia. Sabbia e ghiaia venivano cribbiate con la griglia per dividere il materiale per dimensione e poi inserite nei sacchi e trasportate a dorso d’uomo o di mulo.

### 15 - Cava di sabbia Volpe
Nel territorio di Carenno, nella località denominata Volpe, si trovava una cava di sabbia, essa si presentava come cava a fossa, scavata dall’alto attraverso successivi abbassamenti del fondo. In quest’area si sono depositati sedimenti fini. La Cava Volpe copriva un’area di circa 250 m² e si calcola che da essa siano stati estratti circa 750m³ di materiale. Sabbia e ghiaia venivano estratte utilizzando piccone (ol péch) e pala (ol badìl) e trasportate con carriole o sulla galeòta (un piccolo carro in legno a due ruote). Esse venivano utilizzate come componente base nella realizzazione di malte ed intonaci.

### 16 - Fornace
Le fornaci per edilizia sono forni in cui vengono cotte miscele argillose per dare loro consistenza ed ottenere laterizi quali: mattoni pieni per murature, coppi per tetti e pianelle per pavimenti. La vecchia fornace di Carenno si trovava in località al Prato, nei pressi del torrente detto Valle dei Cornelli. La lavorazione necessitava di ampie superfici. Nel caso di Carenno si trattava, ai primi del ‘900, di una fornace a conduzione familiare, dove il fornaciaio sovrintendeva alla fase della cottura e svolgeva le operazioni principali. Svolta l’escavazione dell'argilla, la miscelazione e la modellatura, si proseguiva con una fase di asciugatura di 24 ore a cui seguiva l'essiccazione al riparo dal sole e dalla pioggia per un periodo dai 10 ai 20 giorni. La cottura si verificava tra i 900° e 1200°, mentre il raffreddamento avveniva lentamente nel forno stesso. Il trasporto dei pezzi finiti si effettuava a dorso d’uomo o di mulo, o tramite carri per le commesse più grandi. Un apposito sentiero conduceva dal paese alla fornace: oggi indicato sulle mappe catastali come Mulattiera della Fornace.

## Muratori e musicanti

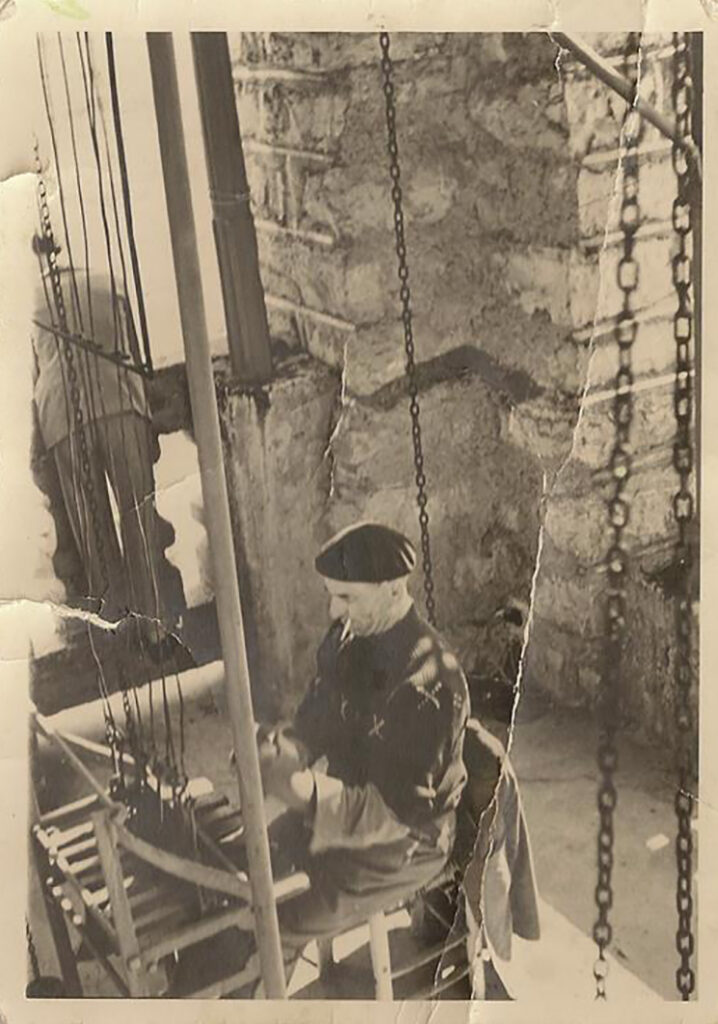
Biagio Rossetti alla tastiera sul campanile della Parrocchiale di Carenno

Nel paese di Carenno, c’è sempre stata una significativa coincidenza tra due elementi: quello del lavoro di muratore e quello della musica. Infatti gli strumenti musicali, insieme a quelli del lavoro come ‘l martèl de laurà e la cazöla e el meter ( il martello del lavoro e la cazzuola e il metro ), accompagnavano i muratori migranti verso la Svizzera lungo il viaggio di più giorni attraverso i boschi, a piedi, passando dalla Valtellina.
La relazione tra musica e lavoro sta nel fatto che, i muratori carennesi, lontani da casa, per sentire meno la mancanza dei loro affetti familiari, alla sera, dopo il lavoro, si radunavano e suonavano le loro canzoni popolari tra cui “All’erta muratori”.
In paese è nota la figura di Biagio Rossetti (1900-1990) nella cui figura si può delineare l'archetipo del muratore-musicista. Era un muratore e campanaro carennese, possedeva un orecchio assoluto, riusciva cioè a capire le note di una canzone al primo ascolto, senza aver mai studiato musica. 
Attraverso l’utilizzo di materiali di recupero aveva costruito uno strumento simile ad uno xilofono ( conosciuto nella bergamasca come ‘campanine’ ) con cui si esercitava durante la settimana a comporre delle partiture inventate da lui stesso, per poi ricrearle la domenica suonando le campane. Per suonare aveva ingegnato una tastiera collegata alle corde delle campane che, colpendo con forza a pugni chiusi, le faceva suonare.